# Jackson Carman
Jackson Carman (Fairfield, 22 gennaio 2000) è un giocatore di football americano statunitense che milita nel ruolo di offensive guard per i Cincinnati Bengals della National Football League (NFL).

## Carriera

### Cincinnati Bengals
Al college Carman giocò a football a Clemson vincendo il campionato NCAA nel 2018. Fu scelto nel corso del secondo giro (46º assoluto) nel Draft NFL 2021 dai Cincinnati Bengals. Debuttò come professionista subentrando nella gara del primo turno contro i Minnesota Vikings. La sua stagione da rookie si chiuse disputando tutte le 17 partite, di cui 6 come titolare.

### Miami Dolphins
Il 17 settembre 2024 Carman firmò con la squadra di allenamento dei Miami Dolphins. Fu promosso nel roster attivo il 4 dicembre.
Il 12 maggio 2025 Carman rifirmò con i Dolphins.

## Palmarès
- American Football Conference Championship: 1

Cincinnati Bengals: 2021